# Francilly-Selency
Francilly-Selency es una comuna francesa situada en el departamento de Aisne, de la región de Alta Francia.

## Geografía
Está ubicada a 4 km al oeste de San Quintín.

## Demografía
| 223 | 229 | 343 | 426 | 419 | 435 | 461 | 418 |
| Para los censos de 1962 a 1999 la población legal corresponde a la población sin duplicidades (Fuente: INSEE [Consultar]) |     |     |     |     |     |     |     |